# フィデナエの戦い (紀元前426年)
フィデナエの戦い（フィディナエのたたかい）は、紀元前426年に発生した、独裁官（三度目）マメルクス・アエミリウス・マメルキヌスが率いるローマ軍とフィデナエ、ウェイイのエトルリア連合軍の戦い。ローマが勝利し、フィデナエは破壊された。

## 背景
紀元前426年、ティトゥス・クィンクティウス・ポエヌス・キンキナトゥス、ガイウス・フリウス・パキルス・フスス（en）、マルクス・ポストゥミウス・アルビヌス・レギッレンシス（en）、およびアウルス・コルネリウス・コッスス（en）が執政武官に選ばれた。このころウェイイがローマ領を襲撃していたため、これに対処する任務が与えられた。
マルクス・ポストゥミウスはローマの防衛を担当し、他の3人は軍を率いてエトルリア領へ侵攻した。しかし、3人は上手く協力することができずに敗北を喫してしまった。
ローマにこの敗北の知らせが届くと、フィデナエでローマの植民者が殺されていたこともあり、恐怖が沸き起こった。このため、元老院はマメルクス・アエミリウス・マメルキヌスを三度目の独裁官に任命した。

## 戦闘
ウェイイ軍がテヴェレ川を渡ってフィデナエに集結すると、マメルクス・アエミリウスはアウルス・コルネリウスをマギステル・エクィトゥム（騎兵長官、副司令官）に任じ、来るべき戦闘に備えて軍の編成を開始した。
アメミリウスは、フィデナエから2キロメートル程度はなれた場所に野営地を設営したが、左側は高台、右側はテヴェレ川によって防御されていた。さらにアウルス・コルネリウスに対して、敵の背後の高地を気付かれずに占領するように命じた。
戦闘は翌日に起こり、非常に激しいものとなった。ローマ軍はフィデナエから敵兵が出撃してくると、大声で叫び弓矢で攻撃した。このために敵軍は混乱した。アメミリウスは隠しておいた予備兵と騎兵に突撃させ、これでエトルリア軍は大混乱となった。お互いにぶつかりあい、また砂埃のために動きが制限された。
両側から攻撃を受け、さらにローマ騎兵に蹴散らされ、ウェイイ兵は戦場を捨て、テヴェレ川を渡って敗走した。フィデナエ兵は城壁の内側に撤退したが、これをローマ軍が追撃した。追撃部隊はフィデナエに突入し、続いて直ぐにローマの全軍が街に入った。
戦闘と言うよりは虐殺となり、フィデナエ兵は武器を捨て、アメミリウスに命乞いをした。フィデナエと野営地は略奪された。

## その後
活躍したローマ兵達に一人あるいはそれ以上の捕虜を褒美として与えた後、残りのフィデナエ兵はローマに連行され、奴隷として競売された。

## 参考資料
1. 1 2 3 4  リウィウス『ローマ建国史』IV, 34.
2. 1 2 3  リウィウス『ローマ建国史』IV, 31.
3. 1 2  リウィウス『ローマ建国史』IV, 32.
4. ↑  ティトゥス・リウィウスによると、これはフィデナエのローマに対する7回目の反乱であった。
5. ↑  リウィウス『ローマ建国史』IV, 33.